# Massapê do Piauí
Massapê do Piauí é um município brasileiro do estado do Piauí. Localiza-se a uma latitude 07º27'46" sul e a uma longitude 41º07'32" oeste, estando a uma altitude de 270 metros. Sua população estimada em 2014 era de 5.218 habitantes. Seu nome significa terra fértil, argilosa, de cor escura, derivado do latim maspètum,i.
Possui uma área de 553,53 km².
Primeiros habitantes: Matias Costa, Luis França, Pedro Martins, João Manoel da Costa, Rafael Manoel da Costa, Raimundo Teotônio, João Martins Filho.
Governantes: Miguel Luiz Teles, José Joaquim Irmão, Benedito Esmério de Souza, Benedito Esmério de Souza, Francisco de Sousa Coutinho, Francisco Epifânio Carvalho Reis, Luíza Aparecida de Carvalho, Francisco Epifânio Carvalho Reis.